# Краферт, Даниил
Даниил Краферт (писался также Крауфорт, англ. Crawford, или Crawfuirt; ок. 1604 — 1674) — военачальник шотландского происхождения на русской службе, генерал-майор царской армии (1663).

## Происхождение
Представитель знатного шотландского рода. Его дед сэр Томас Кроуфорд (1532–1603) являлся капитаном шотландской гвардии Стюартов, отец — офицер Хьюго Кроуфорд (1570/72—1617/1625).
Его старший брат Томас (ок. 1598–1685) — полковник солдатского строя русской армии, младший брат Лоуренс (1611–1645) — генерал-майор английской парламентской армии (1644), погиб 17 августа 1645 года при осаде роялистской крепости Херефорд.
Русскому царю также служили Александр Краферт и Яган Краферт — полковники солдатских полков Белгородской черты (1653).

## Военная карьера
Служил подполковником под началом своего брата Лоуренса в период Ирландского похода 40-х годов. После перехода Лоуренса на сторону парламентариев отошёл от активной службы и вернулся в Шотландию, однако вскоре поддержал выступление роялистов и в качестве волонтёра сражался против войск О. Кромвеля в битве при Престоне (1648), попал в плен. Содержался в Лондоне, после освобождения отправился сначала во Францию, потом в Россию.
Поступив на службу к русскому царю Алексею Михайловичу в чине полковника рейтар, участвовал в Русско-польской войне 1654–1667 годов, в битве под Чудновом (1660) попал в плен, менее чем через год вернулся в Москву.
Будучи в плену, уговорил перейти на службу к русскому царю своего земляка Патрика Гордона, который по освобождении из плена поступил к нему в полк. В июле 1663 года Даниил Краферт получил чин генерал-майора, продолжив командовать полком.